# Landesflagge von Rheinland-Pfalz

Landesflagge des Landes Rheinland-Pfalz

Banner des Landes Rheinland-Pfalz

Die Landesflagge zählt ebenso wie das Landeswappen seit 1948 zu den Hoheitszeichen von Rheinland-Pfalz und dient gleichermaßen als Landesdienstflagge.
Das Landeswappen ist bis zur Hälfte des roten Querstreifens übergreifend der deutschen Trikolore aufgelegt und befindet sich in der oberen Ecke an der Stange. Die Landesflagge wird von Behörden und Bürgern gleichermaßen genutzt und in ihrer Funktion als Landesdienstflagge üblicherweise neben der Flagge Deutschlands und der Europäischen Union gehisst.
Die Farben lassen sich einerseits aus den Farben des Landeswappens herleiten, zum anderen kennzeichnen sie das Land Rheinland-Pfalz als deutsches Bundesland und erinnern zugleich an die demokratische Tradition der schwarz-rot-goldenen Farben, die  nach dem Hambacher Fest am 27. Mai 1832 zum ersten Mal bei einer großen Massenveranstaltung geführt wurden. Eine Originalfahne von damals steht heute im Plenarsaal des Landtages von Rheinland-Pfalz im Deutschhaus Mainz.

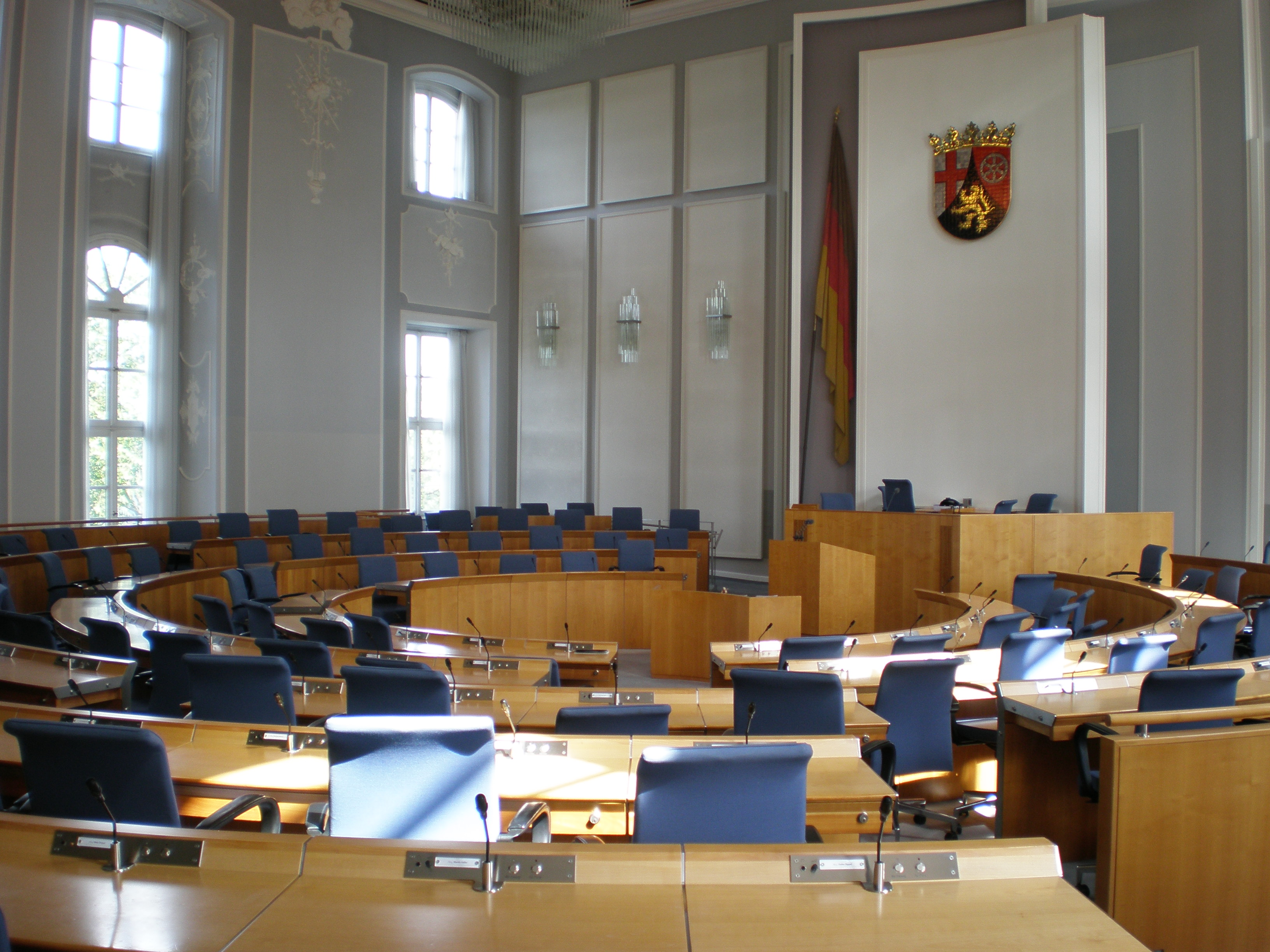
Im Plenarsaal befindet sich eine Originalfahne von 1832. Im Bild links neben dem Wappen.
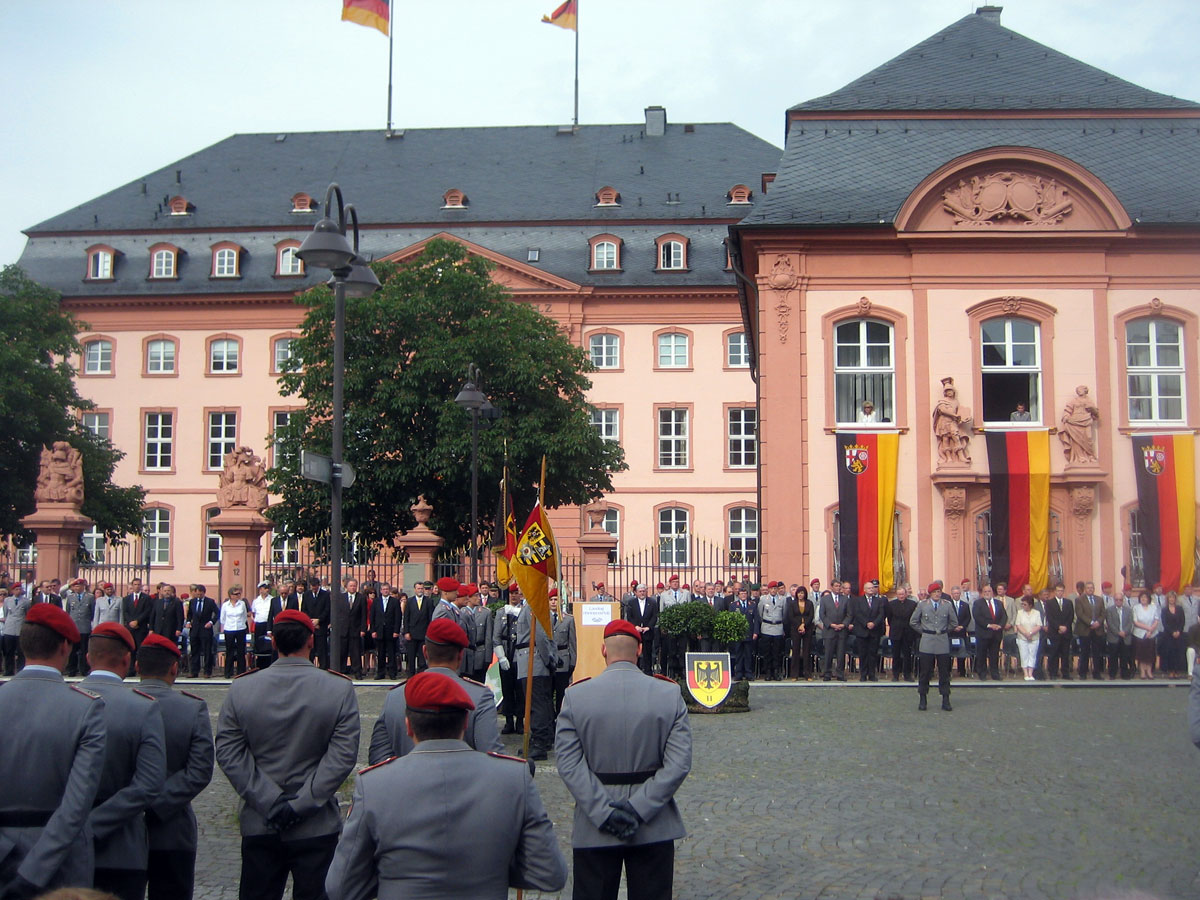
Feierliches Gelöbnis von Rekruten des Feldjägerbataillons 251 vor dem Deutschhaus, dem Sitz des Rheinland-Pfälzischen Landtags am 27. Mai 2008.

## Nutzung als Sargdecke
Die Landesflagge von Rheinland-Pfalz wird bei Staatsbegräbnissen auch als Bahrtuch verwendet. Es handelt sich hierbei um eine besondere Form der Flagge, in der das Landeswappen überdimensional auf allen drei Streifen belegt ist. Zuletzt wurde es beim Staatsbegräbnis für Carl-Ludwig Wagner im Sommer 2012 verwendet.